# Madarak a dobozban (film)
A Madarak a dobozban (eredeti cím:  Bird Box) 2018-ban bemutatott amerikai posztapokaliptikus filmthriller, amelyet Susanne Bier rendezett. A forgatókönyvet Eric Heisserer írta, Josh Malerman 2014-ben kiadott, azonos című regényének adaptációjaként. A főszerepben Sandra Bullock látható.
A Madarak a dobozban premierje az AFI filmfesztiválján volt 2018. november 12-én, majd december 14-én korlátozottan kiadták. Világszerte  2018. december 21-től lett elérhető a Netflixen.

## Rövid történet
A film egy nő történetét meséli el, aki egy posztapokaliptikus világban két gyerekkel kénytelen menekülni, bekötött szemmel – a Földet ugyanis természetfeletti lények szállták meg, melyek öngyilkosságra kényszerítenek mindenkit, aki megpillantja őket.

## Cselekmény
Egy posztapokaliptikus világban Malorie Hayes két fiatal névtelen gyereknek ad utasításokat közelgő utazásukról egy csónakkal egy folyón lefele. Szigorúan megtiltja nekik, hogy levegyék a szemellenzőjüket, mert különben meg fognak halni.
Öt évvel korábban, a terhes Maloriet meglátogatja a testvére, Jessica. Közben egy híradást mutatnak megmagyarázhatatlan tömeges öngyilkosságokról, amelyek Romániában kezdődtek és rohamosan terjednek Európa-szerte. Malorie elmegy a szokványos orvosi ellenőrzésére Jessica kíséretében a kórházba. Kifelé menet Malorie látja amint egy nő egy ablaküvegbe üti bele a fejét, amely nagy pánikot vált ki a körülöttük állókban mialatt Los Angeles egészében hamar káosz alakul ki. Malorie és Jessica megpróbálnak autóval elmenekülni az erőszak elől, azonban Jessica is meglátja a jelenséget, ami a káoszt okozza a tömegben és elveszíti az irányítást saját maga felett miközben vezet, így az autó a feje tetejére fordul. A sérült Malorie ezután látja ahogy Jessica egy közeledő teherautó elé veti magát, amivel véget vet a saját életének.
Malorie így megpróbál gyalog menekülni az utcán kialakult hatalmas káosz közepette. Egy nő, Lydia, szól Malorienak, hogy menjen be az ő házába, ahol biztonságban lehet, annak ellenére, hogy a férje, Douglas, nem ért vele egyet. Azonban, mielőtt elérne Maloriehoz transzba esik és elkezd a halott anyjához beszélni, majd beül egy égő autóba, ami ezt követően felrobban. Maloriet ezután Tom, egy szintén menekülő lakos, menti meg és beviszi a házukba. Miközben a túlélők összeszedik magukat a házban egyikük, Charlie, azt az elméletet veti fel, hogy egy másvilági lény szállta meg a Földet és az áldozatai legnagyobb félelmének alakját felvéve kergeti őket az őrületbe, amely öngyilkosságra kényszeríti őket. Tom, aki a csoport vezetője lett, arra készteti a többieket, hogy takarják le az összes ablakot a házban és vegyenek fel szemellenzőt, ha muszáj kimenniük a szabadba. Később, Greg önként jelentkezik a feladatra, hogy egy székbe kötve megnézze a biztonsági kamerák felvételeit annak reményében, hogy a rejtélyes lény kilétét fel tudja fedni, azonban amint meglátja a képeket öngyilkosságot követ el úgy, hogy addig lengeti magát a székben amíg be nem veri a fejét egy közeli sarokba.
Ahogy az élelmiszer készletük csökken (azóta, hogy egy új túlélő, a túlsúlyos Olympia, aki szintén terhes, megérkezett egyre gyorsabban), Tom, Malorie, Charlie, és társaik, Douglas és Lucy úgy döntenek, hogy egy közeli boltba elmennek, hogy feltöltsék a készleteiket. Itt Malorie talál kedvtelésből tartott madarakat és őket is magával viszi. A csapat megpróbál Charlie egyik munkatársának segíteni, aki a bolton kívül ragadt és segítségért kiált és akit Charlie úgy jellemzett, hogy egy „kicsit őrült”. Amíg azon tanakodnak, hogy kinyissák-e az ajtót, a madarak Malorienál hangos rikácsolásba kezdenek. A csapatot megtámadja a megfertőzött munkatárs, akit ahelyett, hogy a lény megölt volna, arra használ, hogy másokat is megfertőzzön. Charlie feláldozza magát, hogy megmentse a többieket, akik így épségben visszajutnak a házba.
Valamivel később, Felix (az egyik túlélő) és Lucy ellopják az autót és ott hagyják a többieket. Kicsivel ezután Olympia, Douglas tiltakozása ellenére, beengedi a házba Garyt, egy idegent, aki egy másik csoporttól érkező egyedüli túlélőnek tűnik. Douglas erre ideges lesz és elkezdi fenyegetni a többieket egy vadászpuskával, mire Cheryl (egy idős túlélő) leüti és elveszíti az eszméletét. Ezután Douglast bezárják a garázsba. Majd Olympiánál és Malorienál is megindul a szülés, és Cheryl segít nekik. Közben Gary elővesz rajzokat a lényről és látszólagosan transzba esik, ami arra utal, hogy már érkezése előtt lehet, hogy részben meg volt fertőzve. Ezután kinéz az ablakon és teljesen elveszíti az irányítást, majd leüti Tomot és elkezdi leszedni a fedőket az ablakokról. Ezért Olympia kiugrik az ablakon és Cheryl megragad egy ollót és azzal nyakon szúrja magát. Gary pedig megöli Douglast amikor az megpróbálja megállítani őt. Miközben Malorie megpróbálja megvédeni az újszülötteket (a fiát és Olympia lányát), Tom időben magához tér ahhoz, hogy legyőzze és megölje Garyt.
Öt évvel később Tom és Malorie együtt élnek a gyerekekkel, akiket csak „Fiú”-nak és „Lány”-nak hívnak. Egy túlélőtől kapnak egy rádióüzenetet, amelyen közli velük, hogy egy közösség biztonságban él rejtetten az erdő mélyén. Úgy döntenek, hogy elmennek ehhez a közösséghez, azonban egy csapat fertőzött túlélő megtámadja őket útközben. Tom feláldozza magát, hogy megmentse Maloriet és a gyerekeket.
Malorie, a gyerekek, és a madaraik (amiket egy dobozban tartanak) bekötött szemmel haladnak lefele a folyón egy csónakban, és eközben megküzdenek egy fertőzött emberrel. Miután túlélik a zúgót és elszakadnak egymástól, a lény üldözőbe veszi őket és megpróbálja rávenni a gyerekeket és Maloriet, hogy levegyék a szemellenzőjüket, azonban sikertelenül jár, és mindhárman eljutnak a biztonságot nyújtó közösséghez.
Itt Malorie megtudja, hogy a közösség egy vakok iskolája helyén alakult és a tagok nagy része vak. Így Malorie szabadon engedi a madarakat, hogy csatlakozhassanak a többihez, akiket azért tartanak, hogy jelezzék a lény közelségét. Malorie végre elnevezi a gyerekeket (Tom és Olympia) és a többi gyerek közé engedi őket, annak reményében, hogy jobb esélyük lesz egy normális jövőre.

## Szereplők
- Malorie Hayes – Sandra Bullock
- Tom – Trevante Rhodes
- Cheryl – Jacki Weaver
- Douglas – John Malkovich
- Jessica – Sarah Paulson
- Lucy – Rosa Salazar
- Olympia – Danielle Macdonald
- Charlie – Lil Rel Howery
- Gary – Tom Hollander
- Felix – Machine Gun Kelly
- Greg – B. D. Wong
- Rick – Pruitt Taylor Vince
- Lány/Olympia – Vivien Lyra Blair
- Fiú/Tom – Julian Edwards
- Dr. Lapham – Parminder Nagra
- Lydia – Rebecca Pidgeon
- Samantha – Amy Gumenick
- Jason – Taylor Handley
- Ember a folyóban – Happy Anderson
- Fütyülő fosztogató – David Dastmalchian
- Kiabáló fosztogató – Keith Jardine

## A film készítése
A Madarak a dobozban filmes jogait eredetileg a Universal Pictures szerezte meg 2013-ban, még a könyv megjelenése előtt. Majd bejelentették, hogy Scott Stuber és Chris Morgan lesznek a producerek, valamint az Az és a Mama rendezője, Andy Muschietti rendezi majd a filmet. Eric Heisserer forgatókönyvíróval tárgyaltak a forgatókönyv megírása kapcsán. 2017 júliusában, miután Stuber lett a Netflix film részlegének vezetője, bejelentették, hogy végül a Netflix szerezte meg a filmesítési jogokat és ők készítik majd a filmet, Sandra Bullockkal és John Malkovich-csal a főszerepben. Végül Susanne Biert választották rendezőnek. 2017 októberében Danielle Macdonald, Trevante Rhodes, Jacki Weaver, Sarah Paulson, Rosa Salazar, Lil Rel Howery és Amy Gumenick is csatlakoztak a színészekhez. 2017 novemberében Machine Gun Kelly és David Dastmalchian is a szereplőgárda tagja lett.
A forgatás 2017 októberében kezdődött Kaliforniában. A vadonban játszódó jeleneteket a Smith-folyón forgatták az állam északi részében. A ház külső részeit egy monroviai helyszínen vették fel. A forgatás főleg Santa Cruzban zajlott, az utolsó jelenetet pedig a Scripps College-ban vették fel.
A filmben az öngyilkosságokat kiváltó lények nem láthatók és ennek nyomós oka volt: egy jelenetben szerették volna megmutatni az egyiket, de a zöld, kopasz „óriáscsecsemő” annyira nevetséges volt, hogy Sandra Bullock is nevetőgörcsöt kapott tőle, ezért inkább kihagyták ezt a jelenetet, ezzel alapvetően a néző képzeletére bízva a fenyegetést.
A film felhasznált felvételeket a lac-mégantici vonatkatasztrófából, amelyben 47 ember életét vesztette a kanadai Lac-Mégantic városban 2013. július 6-án. A felvételt egy külső szolgáltatótól vette a Netflix és azt nyilatkozta, hogy benne hagyják a filmben még úgy is, hogy a katasztrófa egyik túlélője arra kérte őket, hogy vágják ki. Ugyanazt a felvételt a Netflix Idővonal című sorozatában is felhasználták, de azóta kivágták belőle az áldozatokra és a túlélőkre való tiszteletből.

## Bemutató
A film premierje az AFI filmfesztiválján volt 2018. november 12-én. Azonban a kaliforniai Woolsey-tűzvész miatt és a thousand oaksi lövöldözés áldozatai iránti tiszteletből, a Netflix lemondta a közvetítést a vörös szőnyegről. Majd a filmet korlátozott számú moziban tűzték műsorra 2018. december 14-én, mielőtt a 2018. december 21-én a Netflixen is bemutatták volna. Egy héttel később a Netflix bejelentette, hogy a Madarak a dobozban érte el az eddigi legnagyobb nézőszámot az első héten az összes eddigi eredeti Netflix film közül, több mint 45 millió felhasználó nézte meg a film legalább 70 százalékát. Az adatokban többen kételkedtek, az elemzők a független források hiányára hivatkoztak. A Netflix szerint az első hónapban 80 millió háztartásban nézték meg a filmet.

### A Bird Box challenge
Ausztráliában a Netflix leszerződött négy Twitch streamerrel, hogy levideózzák az úgynevezett Bird Box challenget („Madarak a dobozban kihívás”), ahol népszerű videójátékokat játszanak bekötött szemmel. Azóta viszont ez a kihívás világszerte népszerű internetes mémmé alakult, ahol a résztvevők bekötött szemmel próbálnak meg mindennapi feladatokat elvégezni. Erre válaszként a Netflix több közleményt kiadott közösségi oldalakon, arra kérve az embereket, hogy ne vegyenek részt ebben a kihívásban. 2019 januárjában egy 17 éves lány a kihívást teljesítve bekötött szemmel a szembejövő forgalomba hajtott az autójával Utah-ban, így a rendőrség is hasonló közleményt adott ki.

## Fogadtatás
A Rotten Tomatoes weboldalon, ami több kritikát gyűjt össze, a filmet 62%-ra értékelték 134 kritika alapján, átlagos csillagozása 5,7/10. Az oldalon a közmegegyezés a következő: „A Madarak a dobozban sose éri el az érdekes felvetéseiből következő magaslatot, azonban jó színészi játék és egy hatékonyan hideg hangulat kellően ijesztő kompenzációt ajánl”. A Metacritic oldalon a film átlagpontszáma 51 a 100-ból, 26 kritika alapján, ami „vegyes vagy átlagos” értékelésre utal.
Brian Tallerico a RogerEbert.com oldalon így kritizálta a filmet: „A Madarak a dobozban legtöbb problémája a gyenge forgatókönyvre vezethető vissza, hiszen ez gyakran unalmas, magyarázó szövegeket ad a karaktereknek, majd sarokba szorítja magát azzal, hogy a tetőpont egyszerűen bugyuta, nem pedig feszültségkeltő.” Amy Nicholson negatívan értékelte a filmet a The Guardian brit újságban, csupán 2 csillagot adott a filmnek az ötből, a következő összefoglalóval: „Ahogy a film támolyogva próbál szórakoztatni minket mi is ugyanúgy érezzük magunkat, mint a film első áldozata, egy melegítőruhás nő, aki a fejét a falba verte, csak hogy megszabadulhasson a fájdalmas látványtól.” A Forbesban Sarah Aswell a következőképpen írta le a filmet: ez a film a horror minden elemét magába foglalja, a jókat és a rosszakat is – van a filmben igazi, szórakoztató félelem, azonban van az a sekélyes érzelgősség is ami annyi más horrorfilmben is megtalálható.” Matt Bobkin az Exclaim!-től 6/10-re értékelte a filmet: „A film biztosra ment inkább, pedig ezt a komplex alapötlete nem feltétlen igényelte, de azért tud ajánlani néhány vicces és izgalmas pillanatot is.”